# دهستان آغمیون
دهستان آغمیون یکی از دهستان‌های شهرستان سرآب در استان آذربایجان شرقی ایران است. بر اساس سرشماری سال ۱۳۸۵، جمعیت این دهستان ۱۰٬۴۸۱ نفر (۲٬۶۳۵ خانوار) بوده‌است. دهستان آغمیون در بخش مرکزی شهرستان سرآب جای دارد.
مرکز این دهستان، روستای آغمیون است و دیگر روستاهای مسکونی آن از این قرارند:
- سهزاب
- سنزیق
- کادیجان
- فرگوش
- تکلدان
- اسبگران
- سندان
- اسلام‌آباد
- اسفستان
- زیراسف
- گنبدان
- طاران
- شوره‌دل
- صومعه‌زرین
- سوین
- سرخه‌ریز
- چله‌خانه